# Kölntor

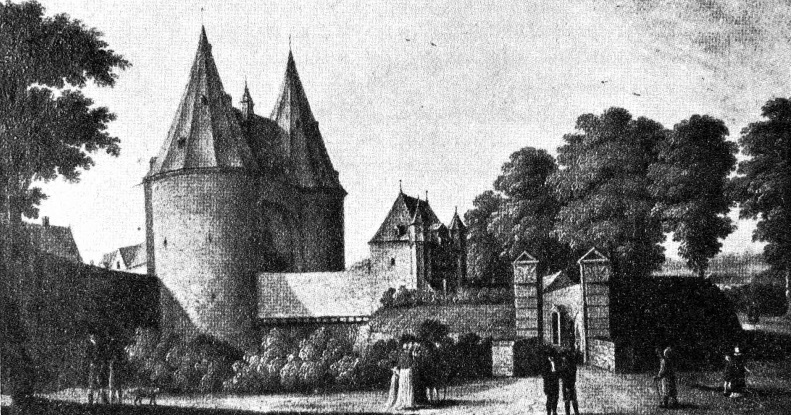
Kölntor im Jahre 1790

Das Kölntor, das in der Literatur ebenfalls als Cölnthor, Neutor oder Neu-Cölnerthor bezeichnet wird, war ein Stadttor Aachens. Es war Bestandteil der zwischen 1257 und 1357 errichteten äußeren Stadtmauer und befand sich im Osten des Stadtgebietes. Das Kölntor existiert heute nicht mehr.

## Allgemeines
Das Stadttor galt als das imposanteste Stadttor Aachens. Dieser Doppeltorturm wird oft sogar als eines der schönsten Tore Europas bezeichnet.
Das Kölntor wurde innerhalb der Stadtmauer durch die Wehrtürmen Schänzchen und Heinzenturm vom Sandkaultor sowie durch den Wasserturm und den Adalbertsturm vom Adalbertstor getrennt.

## Geschichte
Sein Name resultiert daher, dass Reisende aus Richtung Köln die Stadt durch dieses Tor betraten. Es bestand eine direkte Verbindung zu der Kölner Hahnentorburg. Die in Aachen gekrönten Könige verließen durch das Kölntor die Stadt, um das Stadtgebiet Kölns durch die Hahnentorburg zu betreten.
Das Kölntor wurde um 1320 fertiggestellt und durch die Franzosen 1807 teilweise, in preußischer Zeit dann komplett abgerissen. Heute erinnern lediglich der Name eines Gastronomiebetriebes am Hansemannplatz in der Umgebung des ehemaligen Tores und eine plastische Darstellung am Haus Heinrichsallee 72 an das frühere Gebäude.

## Architektur
Der mit einem Dachreiter versehene Durchgang des Kölntores war von zwei mit Wetterfahnen gekrönten Rundtürmen eingefasst. Im Mittelbau befand sich die mit Wandschränken und offenen Kaminen komfortabel ausgestattete Wachstube des Torkommandanten.
Das Kölntor besaß ein Vortor mit zwei ebenfalls mit Wetterfahnen versehenen sechskantigen Türmchen. Beide verfügten über Spitzdächer.